# تقاطعات الفجوة بين الخلايا
تقاطعات الفجوة بين الخلايا هي وصلات متخصصة بين العديد من أنواع الخلايا الحيوانية. إنهم يربطون مباشرة السيتوبلازم لخليتين، مما يسمح للجزيئات المختلفة والأيونات والنبضات الكهربائية بالمرور مباشرة عبر بوابة منظمة بين الخلايا.
تتكون قناة تقاطع الفجوة الواحدة من اثنين من سداسي البروتين (أو القنوات النصفية) تسمى: كونكسين في الفقاريات وإنكسين في اللافقاريات. يتصل زوج القناة النصفية عبر الفراغ بين الخلايا لسد الفجوة بين خليتين. تقاطعات الفجوة بين الخلايا النباتية هي مماثلة لتلك التي تربط الخلايا الحيوانية.
تحدث تقاطعات الفجوة في جميع أنسجة الجسم تقريبًا، باستثناء العضلات الهيكلية الكاملة المتطورة وبعض الأنواع من الخلايا المتحركة مثل: الحيوانات المنوية أو كريات الدم الحمراء. لم يتم العثور على تقاطعات الفجوة في الكائنات الحية بسيطة التركيب مثل الإسفنج والفطريات.

## التركيب
في الفقاريات، تكون القنوات النصفية لتقاطعات الفجوة في المقام الأول سداسية متجانسة لبروتينات كونكسين. تتكون وصلات فجوة اللافقاريات من بروتينات من عائلة إنكسين. ليس لدى إنكسين تجانس تسلسل مهم مع كونكسين. على الرغم من اختلافها في التسلسل عن الكونكسين، إلا أن الإنكسين متشابهة بدرجة كافية مع الكونكسين لتوضيح أنها تشكل تقاطعات فجوة في الجسم الحي بنفس الطريقة التي تعمل بها الكونكسين.عائلة البانيكسين التي عُرفت مؤخرًا والتي كان يُعتقد في الأصل أنها تشكل قنوات بين الخلايا مع تسلسل حمض أميني مشابه لبروتين إنكسين، تعمل في الواقع كقناة أحادية الغشاء تتواصل مع البيئة خارج الخلية، كما ثبت أنه يمرر الكالسيوم وأدينوسين ثلاثي الفوسفات.
عند تقاطعات الفجوة، يكون الفراغ بين الخلايا بين 2 و4 نانومتر وتُحاذى القنوات النصفية في غشاء كل خلية مع بعضها البعض.
تسمى تقاطعات الفجوة بين الخلايا التي تتكون من قناتين نصفيتين متطابقتين في النمط بتقاطعات الفجوة ذات التركيب البروتيني المتجانس، في حين أن تقاطعات الفجوة ذات القنوات النصفية المختلفة تسمى بذات التركيب البروتيني غير المتجانس. وهذا التركيب يؤثر على وظيفة تقاطعات الفجوة بين الخلايا. قبل التوصيف الجيد للإننيكسين والكونيكسين، تم تصنيف الجينات المشفرة للكونكسين في واحدة من ثلاث مجموعات، بناءً على رسم خرائط الجينات وتشابه التسلسل إلى: أ وب وج.

## مستويات التنظيم
1. يتم نسخ جينات القناة النصفية الموجودة على الحمض النووي الرايبوزي منقوص الأكسجين إلى الحمض النووي الرايبوزي، والذي يتم ترجمته بعد ذلك لإنتاج بروتينات القناة النصفية.
2. يحتوي البروتين الواحد من القناة النصفية على أربعة عوالم عبر الغشاء.
3. تَجَمُع 6 بروتينات للقناة النصفية يكون قناة نصفية واحدة. عندما تتحد بروتينات القناة النصفية المختلفة معًا لتشكل قناة نصفية واحدة، فإنها تسمى القناة النصفية غير المتجانسة.[10]
4. تشتمل قناتان نصفيتان، متصلتان معًا عبرالغشاء الخلوي، على قناة تقاطع فجوة.
5. عندما يجتمع بروتينان نصفيان متماثلان معًا لتشكيل قناة تقاطع فجوة، يطلق عليها قناة تقاطع فجوة ذات النمط المتماثل. عندما تجتمع قناة نصفية متجانسة واحدة وقناة نصفية غيرمتجانسة، فإنها تسمى قناة تقاطع فجوة متغايرة النمط. عند انضمام قناتين نصفيتين متغايرتين، يطلق عليهما أيضًا قناة تقاطع فجوة غيرالمتجانسة.
6. تتجمع قنوات تقاطعات الفجوة (من عشرات إلى آلاف) داخل مجمع جزيئي كبير يسمى لوحة تقاطع الفجوة.صورة توضيحية لتقاطعات الفجوة

صورة توضيحية لتقاطعات الفجوة

## الحدوث والتوزيع
لوحظت تقاطعات فجوة في أعضاء وأنسجة حيوانية مختلفة حيث تتلامس الخلايا مع بعضها البعض. من الخمسينيات إلى السبعينيات من القرن الماضي تم اكتشافها في أعصاب جراد البحر، بنكرياس الفئران، الكبد، قشرة الغدة الكظرية، البربخ، الإثني عشر، العضلات، الأعور، عضلة، شبكية القرد، قرنية الأرانب، أجنة الضفادع، مبيض الأرانب، إعادة تجميع الخلايا، كبسولات الصرصور الدموية، جلد الأرانب، كتكوت الأجنة، جزيرة لانجرهانز البشرية، السمكة الذهبية التي تستشعر ضغط المستقبلات الدهليزية السمعية، الأنابيب المنوية للفئران، عضلة الرحم، عدسة العين وظهارة رأسيات الأرجل الهضمية. منذ سبعينيات القرن الماضي، استمرالعثورعلى تقاطعات الفجوة في جميع الخلايا الحيوانية تقريبًا التي تلمس بعضها البعض. بحلول التسعينيات، سمحت التكنولوجيا الجديدة مثل الفحص المجهري متحد البؤر بإجراء مسح أسرع لمناطق كبيرة من الأنسجة. منذ سبعينيات القرن الماضي، حتى الأنسجة التي كان يُنظر إليها تقليديًا على أنها ربما تحتوي على خلايا معزولة مثل العظام أظهرت أن الخلايا لا تزال متصلة بتقاطعات الفجوة، ولكن بشكل ضعيف. يبدو أن تقاطعات الفجوة موجودة في جميع أعضاء وأنسجة الحيوانات وسيكون من المثير للاهتمام العثور على استثناءات لهذا بخلاف الخلايا التي لا تتلامس عادة مع الخلايا المجاورة. العضلة الهيكلية البالغة استثناء محتمل. قد يُقال أنه إذا كانت موجودة في العضلات الهيكلية، فإن تقاطعات الفجوة قد تنشر تقلصات بطريقة عشوائية بين الخلايا المكونة للعضلة. على الأقل في بعض الحالات قد لا يكون هذا هو الحال كما هو موضح في أنواع العضلات الأخرى التي لديها فجوات في التقاطعات. يمكن الإشارة إلى ما ينتج عن تقليل أو عدم وجود تقاطعات الفجوة من خلال تحليل السرطانات أو عملية الشيخوخة.

## الوظيفة
يمكن رؤية تقاطعات الفجوة على أنها تعمل على أبسط مستوى كالمسار المباشر من خلية إلى خلية للتيارات الكهربائية والجزيئات الصغيرة والأيونات. يسمح التحكم في هذا الاتصال بتأثيرات على الكائنات متعددة الخلايا كما هو موضح أدناه.

### تطورالجنينوالأعضاء والأنسجة
في الثمانينيات من القرن الماضي، تم التحقيق في أدوار أكثر دقة ولكن ليس أقل أهمية لاتصالات تقاطعات الفجوة. تم اكتشاف أن اتصال تقاطع الفجوة يمكن أن يتعطل عن طريق إضافة الأجسام المضادة للكونكسين إلى الخلايا الجنينية. فشلت الأجنة ذات مناطق تقاطعات الفجوة المسدودة في النمو بشكل طبيعي. كانت الآلية التي بواسطتها تمنع الأجسام المضادة تقاطعات الفجوة غيرواضحة ولكن أجريت دراسات منهجية لتوضيح الآلية. أظهر تنقيح هذه الدراسات أن تقاطعات الفجوة تبدو مفتاحًا لتطوير قطبية الخلية والتناظرأو عدم التناظر الأيسروالأيمن في الحيوانات. بينما يبدو أن الإشارات التي تحدد موضع أعضاء الجسم والتمايز الأساسي للخلايا في مراحل لاحقة من التطور الجنيني تعتمد على تقاطعات الفجوة. كما تم العثور على تقاطعات الوصلة لتكون مسؤولة عن إرسال الإشارات المطلوبة للأدوية ليكون لها تأثير وعلى العكس من ذلك تم عرض بعض الأدوية على سد تقاطعات الفجوة الفراغية.

### تقاطعات الفجوة و «تأثير المتفرج»
عندما تتعرض الخلايا للخطر بسبب المرض أو الإصابة وتبدأ في الموت، يتم إرسال الرسائل إلى الخلايا المجاورة المتصلة بالخلية المحتضرة عن طريق تقاطعات الفجوة. هذا يمكن أن يتسبب في موت الخلايا السليمة غيرالمتأثرة. لذلك، من المهم أخذ تأثير المتفرج في الاعتبار في الخلايا المريضة، والتي فتحت مجالًا لمزيد من التمويل وازدهار البحث. في وقت لاحق تم البحث عن تأثير المتفرج فيما يتعلق بالخلايا المتضررة من الإشعاع أو الإصابة الميكانيكية وبالتالي التئام الجروح. يبدو أن المرض أيضًا له تأثير على قدرة تقاطعات الفجوة على أداء دورها في التئام الجروح.

### إعادة هيكلة الأنسجة
بينما كان هناك ميل للتركيز على تأثير المتفرج في المرض بسبب إمكانية السبل العلاجية، هناك دليل على أن هناك دورًا مركزيًا أكثر في التطور الطبيعي للأنسجة. قد يكون موت بعض الخلايا والمصفوفة المحيطة بها مطلوبًا حتى تصل الأنسجة إلى تكوينها النهائي، كما أن تقاطعات الفجوة تبدو ضرورية لهذه العملية. هناك أيضًا دراسات أكثر تعقيدًا تحاول الجمع بين فهمنا للأدوار المتزامنة لتقاطعات الفجوة في كل من التئام الجروح وتطور الأنسجة.

### مناطق التوصيلات الكهربائية
تقترن الخلايا كهربيًا وكيميائيًا في جميع أنحاء جسم معظم الحيوانات من خلال تقاطعات الفجوة. يمكن أن يكون التوصيل الكهربائي سريع المفعول نسبيًا. تتمتع الأنسجة في هذا القسم بوظائف معروفة جيدًا يتم ملاحظتها بالتنسيق مع تقاطعات الفجوة مع الإشارات بين الخلايا التي تحدث في أطر زمنية من الثواني الدقيقة أو أقل.

#### القلب
تعتبر تقاطعات الفجوة مهمة بشكل خاص في عضلة القلب: تمر إشارة الانقباض بكفاءة من خلال تقاطعات الفجوة، مما يسمح لخلايا عضلة القلب بالتقلص في انسجام تام.

#### الخلايا العصبية
غالبًا ما يشار إلى تقاطعات الفجوة الموجودة في الخلايا العصبية على أنها المشبك الكهربائي. تم اكتشاف المشابك الكهربائية باستخدام القياسات الكهربائية قبل وصف هيكل تقاطع الفجوة. توجد المشابك الكهربائية في جميع أنحاء الجهاز العصبي المركزي وقد تمت دراستها على وجه التحديد في القشرة المخية، والنواة الدهليزية، والنواة الشبكية المهادية، والموضع الأزرق، والنواة الزيتية السفلية، ونواة منتصف الدماغ للعصب الثلاثي، ومنطقة السقيفة البطنية، والحبل الشوكي للفقاريات.

#### شبكية العين
تظهر الخلايا العصبية داخل شبكية العين اقترانًا واسعًا، سواء داخل مجموعات من نوع خلية واحد، أو بين أنواع الخلايا المختلفة.